# 周季鳳
周季鳳（1464年—1528年），字公儀，號未軒，諡康惠，江西南昌府寧州人，明朝政治人物。周季麟之弟。

## 生平
弘治二年己酉科江西鄉試第三十九名。弘治六年（1493年）癸丑科二甲二十五名進士，授刑部主事，歷升郎中，正德元年（1506年）四月升四川按察司副使、建昌兵备，改雲南副使，五年十二月升山西行太仆寺卿，六年十一月升湖广按察使，补福建按察使，十年十二月陞湖廣右布政使，十一年九月进左布政，平郴寇有功。十六年（1521年）五月升都察院右副都御史、巡抚保定等府兼提督紫荆关，嘉靖二年（1523年）四月改任南京都察院右副都御史、协理院事，八月升南京刑部右侍郎，三年二月因湖广赈灾钱粮事，被罢免回籍听勘，後被免罪，五年三月称病乞休，六年十二月起复都察院右都御史、总理粮储巡抚应天，嘉靖七年（1528年）去世，享年六十五，諡康惠。

## 著作
著有《未軒漫稿》。

## 家族
曾祖周瑾，金場大使；祖父周銘；父周叔襄，贈兵部員外郎。母陳氏（封太宜人）。慈侍下。